# وارتکس ماهدسیان
وارتکس ماهدسیان (ارمنی: Վարդգէս Մահտեսեան; یونانی: Βαρτκές Μαχτεσιάν؛ زادهٔ ۱۳ نوامبر ۱۹۵۰) کارآفرین سرشناس ارمنی‌تبار اهل قبرس است که مدیریت دو شرکت در قبرس و امارات متحده عربی را برعهده دارد. وی از ۲۱ مه ۲۰۰۶ نماینده جامعه ارمنی در مجلس نمایندگان قبرس می‌باشد.

## زندگی‌نامه
در در نیکوزیا به دنیا آمد. وی از مدرسه ملیکیان-اوزونیان و سپس مدرسه انگلیسی فارغ‌التحصیل شد. وی در سال ۱۹۷۰ مدرک مدیریت اجرایی کسب و کار و سپس در سال ۱۹۷۴ مدرک مدیریت را از دانشگاه هرتفوردشایر (پلی‌تکنیک هیتفیلد سابق) کسب نمود. در تاریخ ۳ سپتامبر ۲۰۱۱ مدال مخیتار گش توسط رئیس‌جمهور ارمنستان سرژ سارگسیان به وی اعطا گردید. وی با مگی ساهاکیان از اهالی لبنان ازدواج نمود و یک پسر و دختر به نام‌های ویگن و کارلا دارد.